# Michael Woodford
Michael Dean Woodford (Chicopee Massachusetts 1955) is een Amerikaans macro-econoom die op dit moment aan de Columbia-universiteit werkt. Twee van zijn vroegere onderzoeksgebieden zijn zonnevlekevenwichten en imperfecte competitie.
Meer recent heeft hij meerdere onderwerpen met betrekking tot het monetair beleid bestudeerd, daaronder ook de fiscale theorie van het prijspeil, de effectiviteit van het monetaire beleid, wanneer consumenten meer gebruikmaken van krediet en minder van geld en inflatiedoelstellingregels.
Zijn onderzoek naar het monetaire beleid maakt gebruik van de op microgrondslagen gebaseerde nieuwkeynesiaanse macro-economische modellen, die hij samen met Julio Rotemberg ontwikkelde. Hij is waarschijnlijk het best bekend als de auteur van Interest and Prices: Foundations of a Theory of Monetary Policy (Rente en prijzen: grondslagen van een theorie voor monetaire beleid), welk boek in de woorden van het Deutsche Bank prijscomité, 'onder academische economen en hun collega's bij de centrale banken al snel is uitgegroeid tot de standaardreferentie voor monetaire theorie en analyse'.

## Voetnoten
1. ↑  (en)  Woodford, Michael (1984), 'Learning to believe in sunspots'. Econometrica 58 (2), pag. 287-307.
2. ↑  (en)  Rotemberg, Julio, en Michael Woodford (1995), 'Dynamic general equilibrium models with imperfectly competitive product markets'. Hfdst. 9 in Thomas Cooley, ed., Frontiers of Business Cycle Research, Princeton University Press, ISBN 069104323X.
3. ↑  (en)  Woodford, Michael (2001), 'Fiscal requirements for price stability'. Journal of Money, Credit, and Banking 33, pag. 669-728.
4. ↑  Woodford, Michael (1998), 'Doing without money: controlling inflation in a post-monetary world'. Review of Economic Dynamics 1, pag. 173-219.
5. ↑  (en)  Woodford, Michael (2005), 'Optimal inflation targeting rules'. In Ben Bernanke and Michael Woodford, eds., Inflation targeting. University of Chicago Press.
6. ↑  (en)  Rotemberg, Julio en Michael Woodford (1997), 'An optimization-based econometric framework for the evaluation of monetary policy'. NBER Macroeconomics Annual 12, pag. 297-346.
7. ↑  (en)  Woodford, Michael (2003),Interest and Prices: Foundations of a Theory of Monetary Policy. Princeton University Press, ISBN 0691010498. Beschrijving en Inhoudsopgave
8. ↑  Michael Woodford: de prijswinnaar 2007

- Bibsys: 98004544
- Bibliothèque nationale de France: cb135955466 (data)
- CiNii: DA12438133
- Gemeinsame Normdatei: 128734388
- International Standard Name Identifier: 0000 0000 8117 0693
- Library of Congress Control Number: no97014367
- Nationale Bibliotheek van Letland: 000130693
- Mathematics Genealogy Project: 200437
- Nationale Bibliotheek van Tsjechië: mub2012720828
- Nationale Bibliotheek van Israël: 987007434688905171
- Nationale en Universitaire bibliotheek Zagreb: 000349438
- Nederlandse Thesaurus van Auteursnamen: 074784447
- ORCID: 0000-0001-5485-5280
- Réseau des bibliothèques de Suisse occidentale: 02-A003985275
- Système universitaire de documentation: 05083200X
- Virtual International Authority File: 37617123
- WorldCat: E39PBJrGtk98mVFcHcmyTc4Qbd